# Isabel Derungs
Isabel Derungs (Suraua, 17 juli 1987) is een Zwitserse snowboardster. Ze vertegenwoordigde haar vaderland op de Olympische Winterspelen 2014 in Sotsji en op de Olympische Winterspelen 2018 in Pyeongchang.

## Carrière
Bij haar wereldbekerdebuut, in januari 2013 in Copper Mountain, stond Derungs direct op het podium. Op de FIS wereldkampioenschappen snowboarden 2013 in Stoneham-et-Tewkesbury eindigde ze als zevende op het onderdeel slopestyle. Tijdens de Olympische Winterspelen van 2014 in Sotsji eindigde de Zwitserse als achtste op het onderdeel slopestyle.
Op de FIS wereldkampioenschappen snowboarden 2017 in de Spaanse Sierra Nevada eindigde Derungs als vijfde op het onderdeel slopestyle en als zestiende op het onderdeel big air. Tijdens de Olympische Winterspelen van 2018 in Pyeongchang eindigde ze als achttiende op het onderdeel slopestyle en als 22e op het onderdeel big air.
Op 26 januari 2019 boekte de Zwitserse in Seiser Alm haar eerste wereldbekerzege.

## Resultaten

### Olympische Winterspelen
| Jaar | Plaats      | Resultaten                 |
| ---- | ----------- | -------------------------- |
| 2014 | Sotsji      | 8e Slopestyle              |
| 2018 | Pyeongchang | 22e Big air 18e Slopestyle |

### Wereldkampioenschappen
| Jaar | Plaats                 | Resultaten                |
| ---- | ---------------------- | ------------------------- |
| 2013 | Stoneham-et-Tewkesbury | 7e Slopestyle             |
| 2017 | Sierra Nevada          | 16e Big air 5e Slopestyle |

### Wereldbeker
Eindklasseringen
| Seizoen   | Algm | SBS | BA  |
| --------- | ---- | --- | --- |
| 2012/2013 | 29e  | 7e  | -   |
| 2013/2014 | 27e  | 11e | -   |
| 2015/2016 | 47e  | 20e | -   |
| 2016/2017 | 20e  | 14e | 21e |
| 2017/2018 | 45e  | 15e | 37e |

Wereldbekerzeges
| Datum           | Plaats     | Onderdeel  |
| --------------- | ---------- | ---------- |
| 26 januari 2019 | Seiser Alm | Slopestyle |